# Theodor Körner (básník)

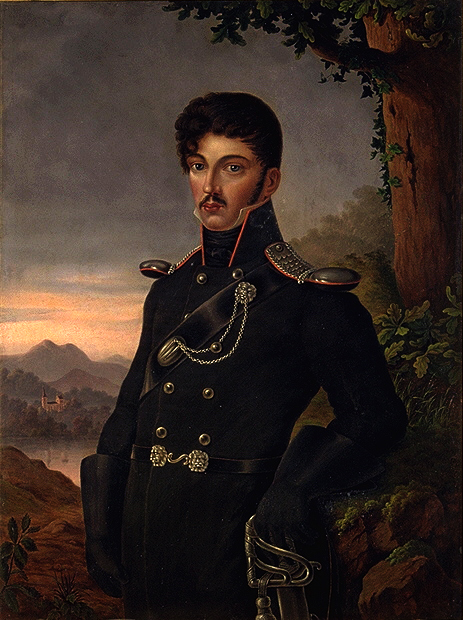
Theodor Körner

Karl Theodor Körner (23. září 1791, Drážďany – 26. srpen 1813, Gadebusch) byl německý básník a voják. V 19. století byl mezi Němci velice oblíbenou postavou z doby napoleonských válek.

## Před vojenskou kariérou
Narodil se v Drážďanech v roce 1791 jako syn Christiana Gottfrieda Körnera a jeho manželky Minny Stock Körnerové. Ti ho vychovali spolu s jeho tetou, umělkyní Dorou Stock, která s nimi bydlela.
Studoval na báňské akademii ve Freiberku a na univerzitě v Lipsku. Po dokončení vzdělání začal pracovat v důlním průmyslu. V roce 1811 se přestěhoval do Vídně, kde se spřátelil s Wilhelmem von Humboldtem, pruským velvyslancem, Karlem Wilhelmem Friedrichem von Schlegelem, a dalšími uznávanými osobnostmi literárního světa. Zde během prvních patnácti měsíců napsal několik dramat, oper, frašek, a také několik básní. Úspěch jeho děl z něj udělal dvorního básníka.
Körner opustil Vídeň v březnu 1813, a připojil se k Lützowovým svobodným jednotkám (sboru dobrovolníků), které založil major von Lützow. I přes to však Körner dále pokračoval v psaní poezie.

## Napoleonské války
28. května 1813 von Lützow rozhodl o vyslání expedice do Durynska. Körner naléhal, aby se směl této mise zúčastnit. Von Lützow Körnera respektoval, a tak ho jmenoval svým pobočníkem. Körner se mohl poté výpravy účastnit.
Expedice prošla v deseti dnech skrz Halberstadt, Eisleben, Buttstadt, a Schlaitz do Plavna, aniž by narazila na nepřítele, který byl rozptýlený v celé oblasti. Expedice získala informace, střelivo a několik zajatců. Kvůli tomu se francouzský císař rozhodl svobodné jednotky zničit. Příležitost se mu naskytla ještě v roce 1813.
Major von Lützow dostal oficiální informace o příměří z Plavna. Po cestě tam však byl u města Kitzen blízko Lipska obklíčen prapory s výraznou přesilou. Körner byl vyslán, aby požadoval vysvětlení. Nepřátelský velitel však namísto odpovědí udeřil Körnera svým mečem a přikázal útok na všechny tři eskadry Lützowovy kavalérie. Několik vojáků bylo zraněno a zajato, ostatní se rozptýlili po okolí. Major von Lützow byl zachráněn jednotkou hulánů.
Körner měl zranění na hlavě, ale podařilo se mu na svém koni uniknout do lesů, kde se pomocí lsti dostal z dohledu nepřátelských vojáků. Jeho zranění však bylo velmi vážné. V této době napsal sonet Rozloučení se životem.
Během noci jeho úkryt v lese několikrát obcházely nepřátelské jednotky, ale nenašly ho. Druhý den byl nalezen dvěma rolníky, kteří ho tajně poslali do Lipska i přesto, že Francouzi vyhrožovali přísnými tresty za ukrývání někoho ze svobodných jednotek. Následně se přesunul do Berlína, kde se vyléčil ze svého zranění, a zanedlouho se přidal k Lützovým jednotkám na pravém břehu Labe.

## Smrt
Na bitevní pole se Körner dostal opět 17. srpna 1813. O několik dní později, 26. srpna v bitvě u města Gadebusch zahynul. Nepřátelé, které pronásledoval, se ukryli ve křoví, a zahájili palbu. Kulky zasáhly Körnera do břicha, jater a páteře. I když se spolubojovníci pokoušeli o jeho znovuoživení, zemřel Körner téměř okamžitě. Byl pohřben pod dubem v obci Wöbbelin, několik kilometrů od města Ludwigslust. Zemřel ve věku 21 let. Jeho otec zkompletoval jeho dílo v publikaci "Poetischer Nachlass", která byla poté vydána v roce 1815 v Lipsku.

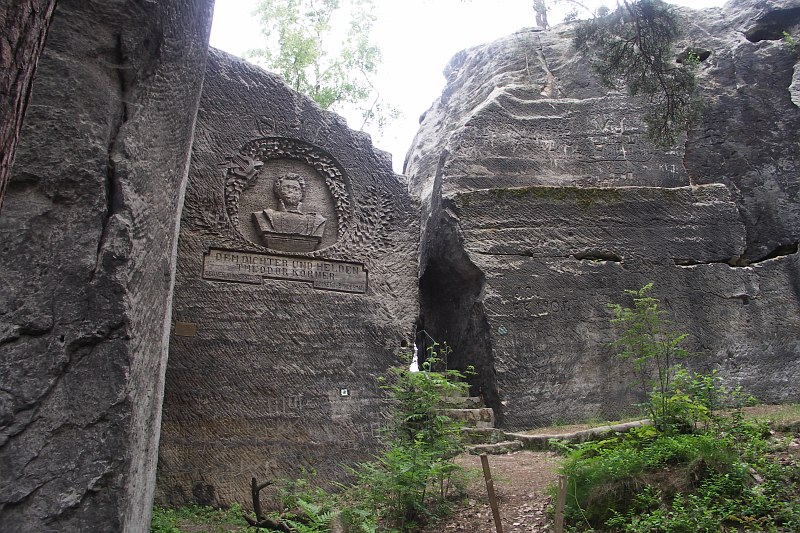
Reliéf básníka, Dutý kámen u Cvikova

## Památníky

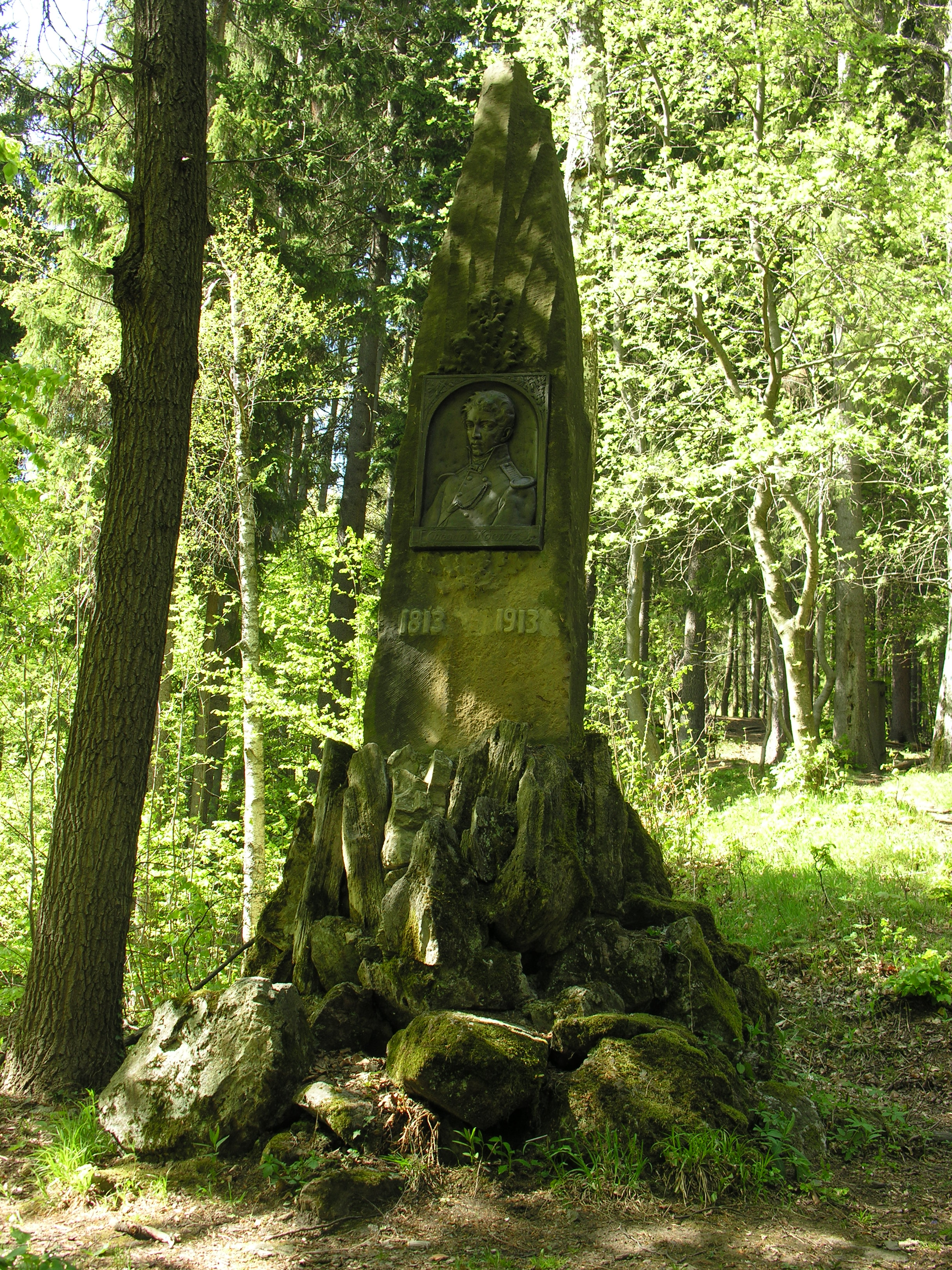
Památník ve Svobodě nad Úpou

Na památku Theodoru Körnerovi bylo postaveno množství památníků, soch či pamětních desek. Některé se nacházejí také na území dnešní České republiky, např. na vrcholu jizerskohorského Smrku či u Cvikova v lokalitě Dutý kámen. V České Lípě, kde Němci převažovali, přejmenovali koncem 19. století Luční ulici vedoucí k nádraží na Körnerovou. V zámeckém patku v Dalovicích byla odhalena Krönerova bysta v roce 1914 hraběnkou Mathilde Riedl von Reidestein. Památník je kulturní pamítkou České republiky.